# PepsiCo
PepsiCo je nadnárodní společnost, která se zabývá výrobou a prodejem nápojů a potravin. Celosvětově zaměstnává přes čtvrt milionu lidí a její obrat přesahuje 63 miliard dolarů (údaje z roku 2015). Byla založena roku 1898 v USA. Nejvýznamnějším produktem společnosti z hlediska obratu je limonáda s kolovou příchutí Pepsi. V Česku začala působit roku 1993. Mattoni 1873 je nyní výhradním výrobcem a distributorem nápojů PepsiCo v Česku, Maďarsku, Slovensku, Bulharsku, Rakousku, Srbsku a Černé Hoře.

## Výroba ve východním bloku a v Československu

Etiketa Pepsi-Coly ze Sovětského svazu

V SSSR začala být Pepsi vyráběna už roku 1972.
Zajímavostí je, že Pepsi-Cola se, vedle nápojů Amazonia a 7-Up, začala vyrábět i v socialistickém Československu, a to v létě 1989 (provoz byl slavnostně zahájen 28. července 1989). Výrobu zajišťovala pobočka JZD Agrokombinátu Slušovice v bývalé tzv. houbárně (žampionárně) v Tišnově. Tato továrna jako první ze zemí RVHP stáčela nápoje do 1,5litrových lahví z PET.

## Závody v Česku

### Praha-Kolbenova
Závod, jehož součást je stáčírna i laboratoř. Vyrábí se zde Pepsi, Pepsi Max, Mirinda, 7 Up, Mountain Dew, Schweppes, Poděbradka Poctivá Malinovka, ledové čaje Lipton a hydratační nápoje Gatorade hlavně pro český, slovenský a maďarský trh a také džusy značky Toma určené výhradně pro český a slovenský trh. V roce 2018 koupila výrobny PepsiCo v Česku, Maďarsku a na Slovensku česká společnost Mattoni 1873. Antimonopolní úřad koupi schválil, výrobu některých značek však musí Mattoni vynechat, šlo o Toma vodu a čaje, ty přešly pod společnost Coca-Cola a voda Korunní, která přešla pod společnost Kofola.

### Teplice nad Metují
Závod poblíž polských hranic, kde se od roku 2000 stáčí pramenitá voda Toma a jiné produkty (zde také plněná do lahví).

## Produkty
PepsiCo nabízí různé druhy nápojů, energetické nápoje, džusy, ledové čaje nebo chipsy. PepsiCo provozuje prodej těchto produktů:
- Pepsi
- Mountain Dew
- Mirinda
- 7up
- Schweppes
- Gatorade
- RockStar
- Evervess
- Sierra Mist
- Ovocné džusy Tropicana
- Ledové čaje Lipton
- Chipsy Lay's
- Křupky Cheetos
- Müsli Quaker
- Tortilla chipsy Doritos a Tostitos

## Kontroverze
Firma Frito-Lay, která patří pod PepsiCo, má patentovanou odrůdu brambor FL 2027, zvanou též FC5, užívané pro bramborové lupínky Lay’s. Roku 2019 firma zažalovala farmáře v Indii za její pěstování.